# Lunigiana
La Lunigiana (Lunensis Ager in latino, Lunesana in emiliano) è una regione storica italiana, suddivisa dal punto di vista amministrativo tra Liguria e Toscana, corrispondente grossomodo alla Val di Magra.
Trae il proprio nome dall'antica città romana di Luni, situata alla foce del fiume Magra, non lontano da dove oggi sorge Sarzana, in provincia della Spezia.
Il territorio corrisponde al bacino della Magra e dei suoi affluenti e, benché i suoi confini non siano precisi, possono essere compresi entro una linea che, partendo dalla costa presso Moneglia e attraversando il Passo del Bracco, raggiunge quello di Centocroci, segue quindi lo spartiacque appenninico fino al Passo del Cerreto e al Monte Belfiore e scenda nuovamente al mare, a Ortonovo e Marinella di Sarzana.

## Geografia fisica

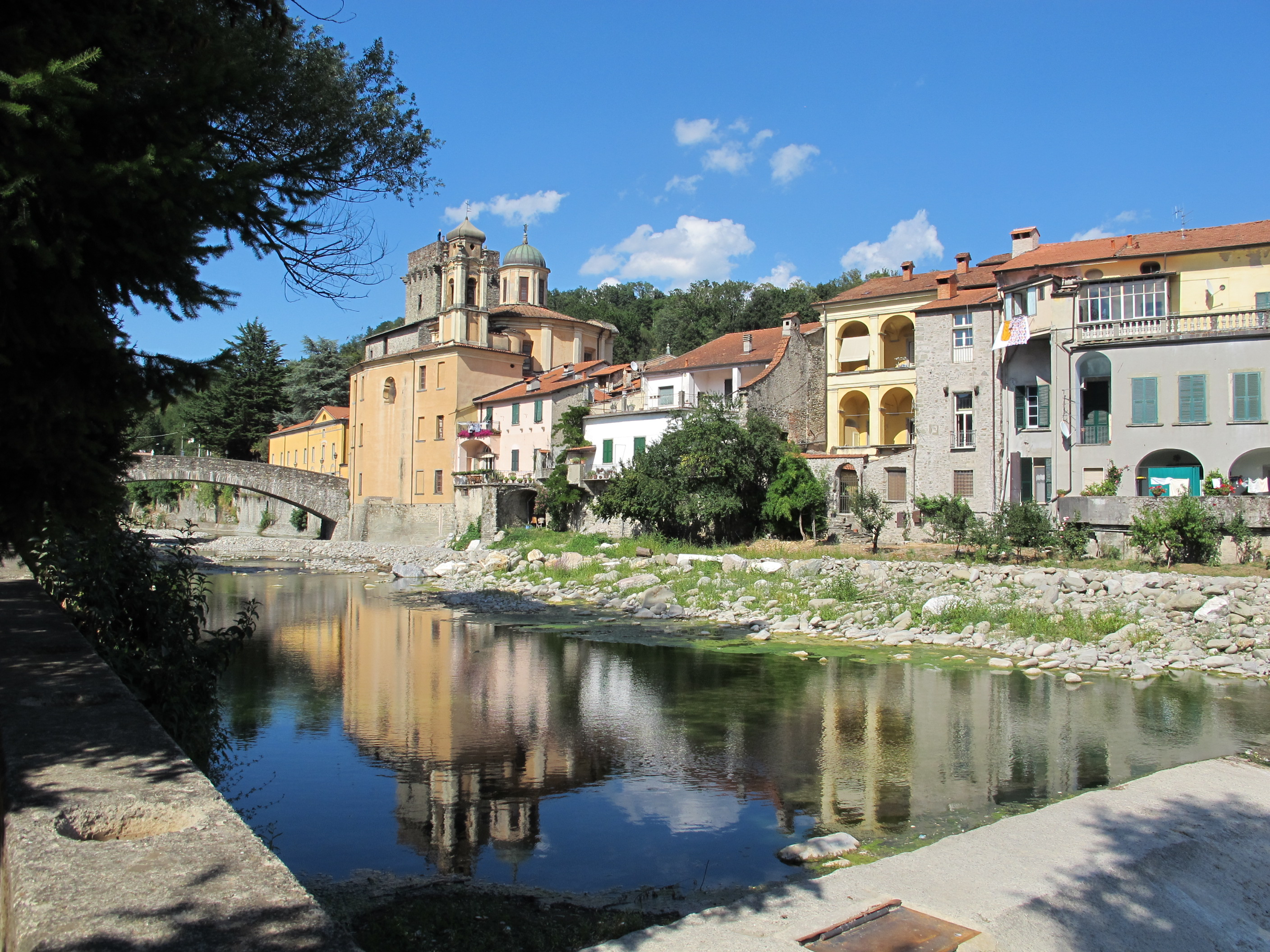
Il lungofiume sul Magra a Pontremoli.

La Lunigiana è il territorio corrispondente al bacino idrografico del fiume Magra.
La Lunigiana storica corrisponde invece ai possedimenti facenti capo dal punto di vista amministrativo e/o ecclesiastico all'antica sede vescovile di Luni la quale controllava nella loro interezza le attuali province di La Spezia e di Massa-Carrara, l'alta Garfagnana fino circa a Camporgiano e la Versilia fino a Ponte Strada, presso Pietrasanta nell'attuale provincia di Lucca, oltre a un minuscolo territorio ubicato nel comune di Albareto, attualmente in provincia di Parma.
Ai giorni nostri, si suole distinguere tra una Lunigiana interna, corrispondente al territorio dell'alta e media valle del fiume Magra, fino ad Albareto e a Minucciano, e la Lunigiana esterna, comprendente la bassa valle del Magra, con tutto il circondario di Sarzana e il tratto finale della val di Vara, in provincia della Spezia.
I confini della Lunigiana, ben delineati nel loro tratto settentrionale, si fanno incerti e meno netti nella parte che dà verso Mezzogiorno.
L'unità di questo più vasto territorio riconduce, dunque, la sua origine alla grande cultura megalitica delle Statue stele; il museo che oggi le raccoglie è a Pontremoli ma la loro diffusione è nel medio bacino del fiume Magra e nella Lunigiana Orientale. Questo è il più importante fenomeno di megalitismo antropomorfo d'Europa e, successivamente, riconosciuta come regione ben definita anche lungo l'intero corso della lunghissima e complessa stagione feudale, comprendendo le Cinque Terre, la Val di Vara, il Golfo dei Poeti, l'intera Val di Magra e le Alpi Apuane.
In senso ristretto si dirà che la Lunigiana confina con il parmense, la Garfagnana (Forum Clodii), con la Val di Vara e la bassa valle del Magra. In senso storico, essa confina invece con il parmense e il genovesato di Chiavari e sconfina nella Garfagnana e nella Versilia.

### Confini lunensi
La Lunigiana è una terra il cui territorio è diviso tra quello delle regioni Liguria e Toscana. I confini fisici della Lunigiana corrispondono, sul versante dell'Appennino Tosco-Emiliano, sostanzialmente a quelli esistenti tra il bacino idrografico del fiume Magra e quelli degli affluenti appenninici del Po. Confine fisico che corrisponde quasi interamente a quello politico tra le province di Massa-Carrara, Parma e Reggio Emilia. Il lato meridionale della Lunigiana geografica è molto sfumato, essendo le monumentali Alpi Apuane, che la separano dal litorale della Versilia e in parte dalla Garfagnana, più un elemento di coesione che non di divisione. Al confine con la Garfagnana e la provincia di Lucca, rientrano geograficamente in Lunigiana le terre comprese nel displuvio occidentale delle acque comprese tra Cima Belfiore e le Alpi Apuane. Territori compresi nella parte del comune di Minucciano orientata verso il torrente Aulella e collegati alla Garfagnana dal passo dei Carpinelli.
Sul lato occidentale, quello dell'Appennino Ligure orientale, il comune di Albareto, in val di Taro, in provincia di Parma, viene fatto rientrare nella "Lunigiana storica". Lungo il crinale delle montagne, a sud del Monte Gottero (1.639 m), i confini lunigianesi seguono la cresta appenninica che separa il bacino idrografico del fiume Magra da quello del Vara.

## Storia
(Dalla Storia d'Italia di Francesco Guicciardini)
(Dante Alighieri, Purgatorio, VIII 115-18)

### Etimologia
Il nome Lunigiana si trova nei documenti scritti a partire dalla prima metà del XIII secolo, con la formula di provincia Lunisanae. Importante considerare che l'intera produzione letteraria e storiografica locale fa riferimento esclusivo all'accezione storica del termine regionale.

### Preistoria

#### Paleolitico
I reperti che permettono di documentare i più antichi insediamenti umani in Lunigiana vengono fatti risalire al musteriano, periodo che va da 120.000 a 36.000 anni fa circa. Durante questo periodo, il territorio è popolato dagli uomini di Neanderthal. Tali insediamenti sono documentati nella Tecchia delle Grotte di Equi Terme e, sempre nelle Alpi Apuane, nella Grotta dell'Onda (Monte Matanna).
La flora e la fauna lungo le linee costiere della Lunigiana subirono rilevanti mutamenti dal momento che il mare, durante il periodo interglaciale, si spinse verso le zone collinari, invadendo la val di Magra e la val di Vara; questo portò gli uomini di Neanderthal a dedicarsi alla caccia di nuove specie, decretando un cambiamento dello stile di vita.
Durante il Paleolitico Superiore e il Mesolitico le popolazioni abbandonarono le caverne e si stanziarono lungo le coste. La Spezia, a Massa, in Val di Vara e sul Val del Serchio sono tra le città abitate dai Neanderthal durante questo periodo. Con la deglaciazione il popolamento si distribuisce anche sulle montagne, diventate l'habitat di tutte le specie sopravvissute al grande freddo, come camosci, stambecchi e cervi.

#### Neolitico ed età del ferro
Nel corso del neolitico si stanziano in Lunigiana popolazioni provenienti dalla Pianura Padana occidentale, che praticano l'agricoltura e l'allevamento di ovini, bovini e suini, e si dedicano alla caccia di cervi, cinghiali e altri animali selvatici. I reperti che vengono fatti risalire a questo periodo provengono da Equi Terme e dalla zona circostante il lago di Massaciuccoli.
Caratteristiche dell'eneolitico (fine del IV millennio a.C.) sono le statue stele maschili e femminili, la cui maggiore produzione si colloca nell'età del bronzo (2800-2300 a.C.), ma si protrae fino all'età del ferro (VII-VI secolo a.C.). Una cospicua collezione di esse è allestita nel Museo delle statue stele lunigianesi nel Castello del Piagnaro di Pontremoli, altre sono nel Museo Archeologico di Spezia.

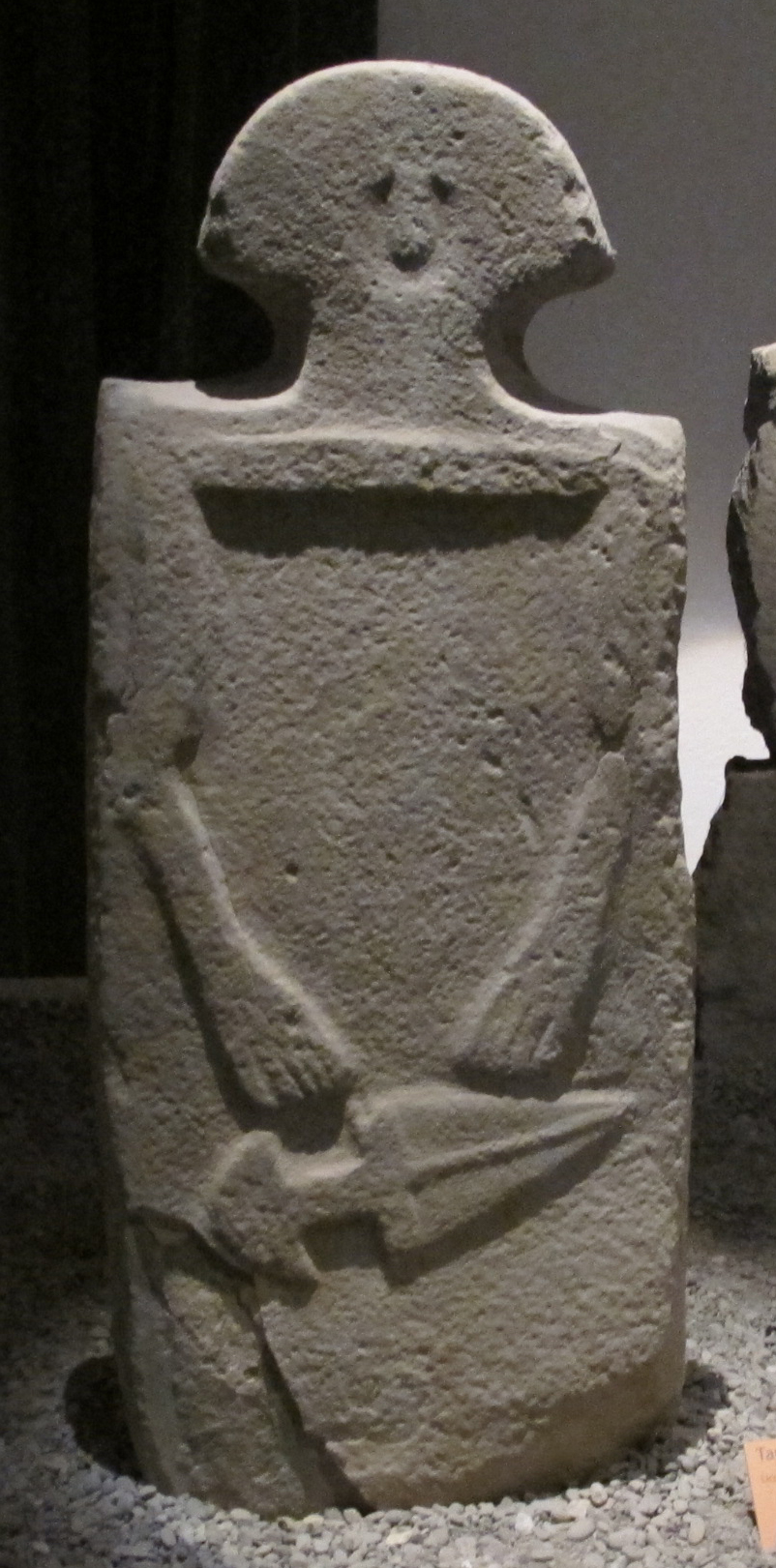
Statua stele ritrovata in lunigiana.

Durante l'Età del Ferro, invece, la zona era abitata dagli Apuani, appartenenti agli antichi Liguri, i quali durante i riti funebri, erano soliti esercitare la pratica della cremazione, abitudine tipica del popolo delle Terramare e di altre tribù sviluppatesi durante la precedente Età del Bronzo. 

Questi popoli resistettero a lungo all'occupazione romana e per questo furono deportati in massa nel Sannio, regione tra la Campania e la Basilicata.

### Epoca romana
Da fonti classiche si apprende che il territorio fu abitato nell'antichità preromana dai Sengauni, detti anche Liguri Montani o Liguri Apuani.
Al tempo della seconda guerra punica, gli Apuani (che abitavano non solo la Lunigiana, ma anche la Garfagnana e la Versilia) si schierarono con Annibale e restarono fino alla fine gli unici Liguri che non si arresero mai ai Romani, a differenza di tutte le altre tribù che, a una a una, capitolarono di fronte all'espansione di quello che sarebbe di lì a poco diventato l'Impero Romano.
Con la deportazione in massa nel Sannio dei circa cinquantamila Apuani che popolavano la regione (evento testimoniato da Tito Livio) si completa il difficile processo di conquista romana del territorio (180 a.C.).

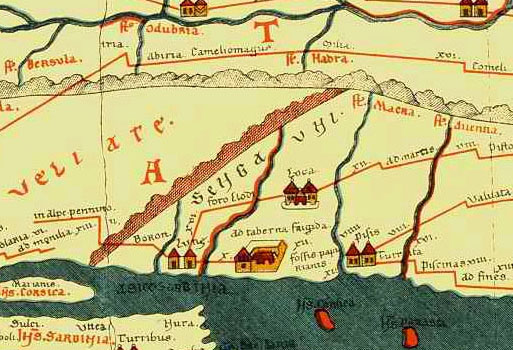
Tabula Peutingeriana: Pars IV - Segmentum IV; Rappresentazione delle zone Apuane con indicate le colonie di Pisa Lucca Luni, il nome "Sengauni" e, poco più in basso, il "forum Clodii" ; il tratto Pisa Luni non è ancora collegato

L'importante asse viario lunigianese vedeva prima della fondazione di Lunae la grande consolare della Via Aurelia fermarsi a Pisa: solo nella successiva stagione imperiale avrebbe proseguito per l'intero arco ligure ripercorrendo il tracciato dell'antichissima Via Erculea di cui ci parla Strabone.

Grande importanza assunse in precedenza la Via Emilia Scauri, costruita nel 109 a.C. la quale si evince da un passo di Cicerone che collegava la linea tirrenica attraverso l'attuale Passo del Cerreto con la grande consolare padana: la Via Emilia Laepidi. Esisteva anche via romana che collegava Parma a Luni, attraversando il Passo del Lagastrello, anticamente chiamato Malpasso. Era chiamata Strada delle cento miglia la strada appunto che passava dal Malpasso e toccando Fivizzano univa Parma a Lucca.
In concomitanza con la guerra contro gli Apuani, dopo il potenziamento della piazzaforte militare di Pisa, fu fondata anche la colonia di Lucca che consentì il consolidamento della base amministrativa- militare denominata Forum Clodii. Per il grande storico Ubaldo Formentini "il foro Clodi" corrisponderebbe alla cittadina di Fivizzano in Lunigiana che poi nel primo medioevo prese il nome di "Forum Verrucolae" (cioè il luogo di mercato della vicina Fortezza della Verrucola), e ancora successivamente di "Forum Fivizani".
Dopo la deportazione del 180 a.C. l'intero territorio compreso tra le colonie di Luni e Lucca fu gradualmente ripopolato da coloni romani o romanizzati. In particolare si ricorda la distribuzione di territori di Lunigiana e Garfagnana a veterani della Battaglia di Azio da parte di Augusto. Tale colonizzazione portò alla bonifica di tutte le aree paludose che circondavano sia Luni che Lucca (si vedano le Fossae Papirianae). Tracce evidenti delle assegnazioni terriere ai veterani di guerra romani si ritrovano nei toponimi locali.
Molto probabilmente si trattava di legionari di provenienza gallica (Galli Boi) o ligure (Ingauni e Friniati).

### Alto Medioevo
Alla decadenza e poi dopo la fine definitiva dell'impero romano nel 476 la Lunigiana fu occupata dagli Unni di Attila, gli Ostrogoti, i Bizantini, i Longobardi e i Franchi.
Fu proprio in questa ultima fase che si andò formando il concetto di Lunigiana Storica.
Essa nell'XI secolo estendeva la sua giurisdizione sul territorio oggi compreso nelle province della Spezia e Massa-Carrara fino ad Albareto in provincia di Parma, alla Versilia fino a Pietrasanta e all'Alta Garfagnana in provincia di Lucca.
Nel Medioevo quando si parla di provincia di Lunigiana ci si riferisce, così com'era al tempo dei Romani, a un territorio di grandi dimensioni, quello della Diocesi di Luni cioè un vastissimo territorio che andava dall’Alta Versilla e Garfagnana alla Lunigiana toscana; dalla Riviera Apuana a tutto il Golfo della Spezia; dall’Appennino Ligure-Emiliano alle Cinque Terre e alla Riviera di Levante passando dalla Val di Vara (Lunigiana storica).

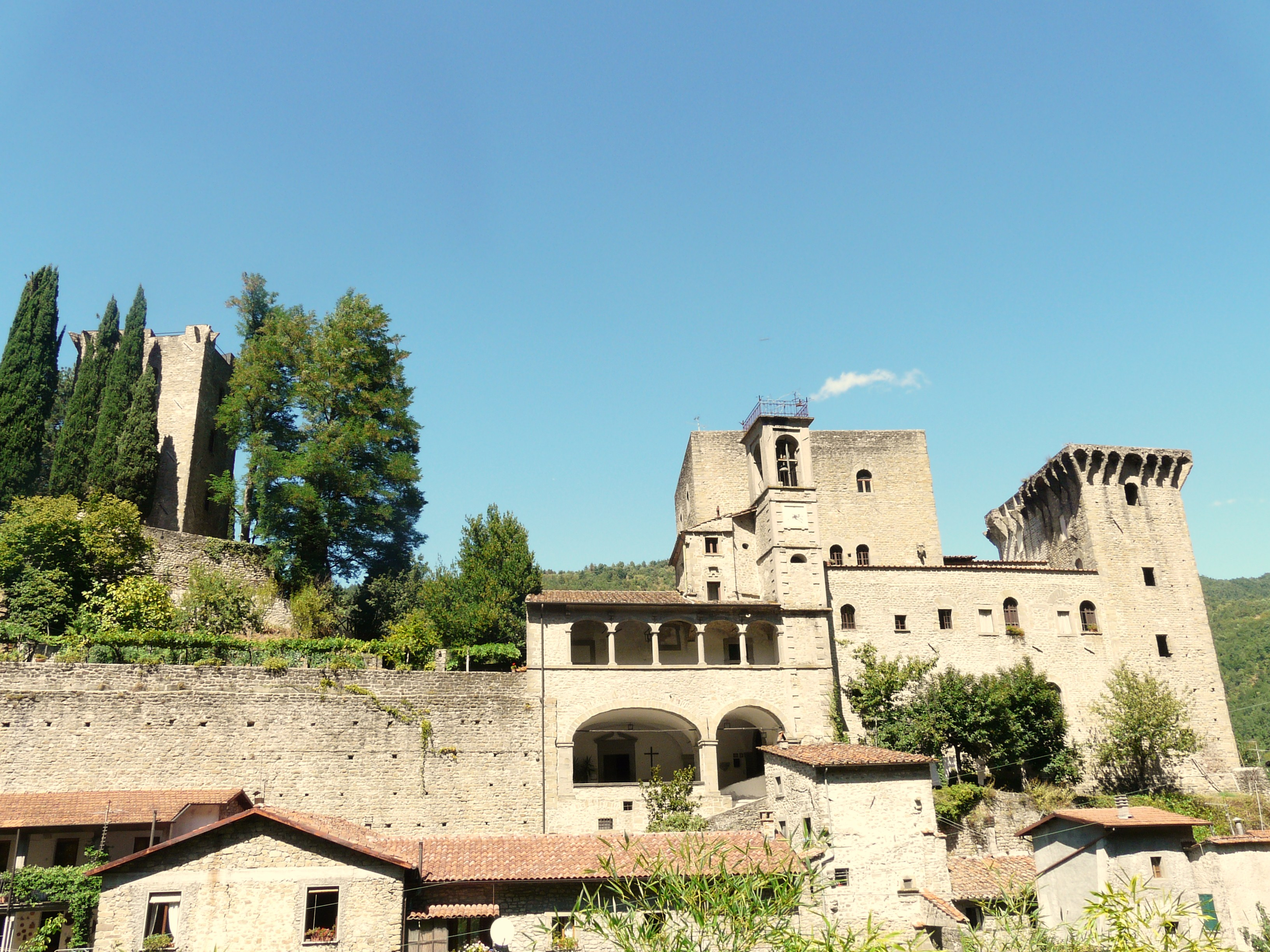
Fortezza della Verrucola
Fivizzano.

Carlo Magno nell'802 investì la famiglia degli Adalberti del possesso di gran parte della Lunigiana. Eredi degli Adalberti furono gli Obertenghi.
I possessi dei Malaspina in Lunigiana vennero riconfermati dall'imperatore Federico II nel 1220 e l'anno seguente ebbe inizio la divisione del casato tra Obizzino e Corrado Malaspina, rispettivamente nei due rami dello spino secco e dello spino fiorito, con conseguente ripartizione delle terre a destra e a sinistra del corso del fiume Magra. 

Si crearono così due feudi i cui capoluoghi furono Mulazzo e Filattiera. È in quest'epoca che si documenta, con gli Atti della Pace di Castelnuovo, l'importanza della presenza di Dante in Lunigiana (in particolare, nel Castello Malaspina di Fosdinovo).
In seguito queste proprietà furono suddivise variamente tra i diversi discendenti che spesso entravano in lotta tra loro per questioni di confini. Anche per questi motivi la Lunigiana vede un gran numero di castelli medievali, alcuni dei quali ben conservati e visitabili (Fosdinovo, Fivizzano, Pontremoli, Massa).
Ma non tutta la Lunigiana era nelle mani dei Malaspina. Pontremoli (la cui prima memoria specifica appare nell'itinerario del vescovo Sigerico di Canterbury del 990), fu ceduta nel 1077 da Enrico IV a Ugo e Folco d'Este per essere in seguito riconosciuta, il 1º febbraio 1167 dall'imperatore Federico Barbarossa.
In epoca dantesca, con la Pace di Castelnuovo (6 ottobre 1306) e la conseguente fine del potere temporale vescovile, si compie un ampio ciclo. È questo il momento in cui sull'antica e gloriosa città imperiale di Luni, ormai ridotta a un deserto cumulo di rovine immerso in una piana paludosa e insalubre, si pone l'eterno epitaffio di Dante in Paradiso, XVI, 73-78.
La struttura sociale, economica e politica tipica dell'età medievale cessa in Lunigiana soltanto nel corso del XVIII secolo, con l'occupazione napoleonica.

### Basso medioevo ed età moderna
La complessa evoluzione storica della vallata della Magra e dell'intera Lunigiana portò al costituirsi di numerose entità politiche più o meno indipendenti. Se, indiscutibilmente, sotto l'aspetto formale fino al 1797 facevano parte dei cosiddetti Feudi imperiali, gli staterelli del distretto lunigianese, pur mantenendo un rapporto di vassallaggio con l'impero, cercarono di conservare gelosamente le proprie autonomie. Alla vigilia dell'abolizione dei feudi (luglio 1797) gli stati lunigianesi erano costituiti da un mosaico di marchesati, ancora per la maggior parte governati dalle varie linee dei Malaspina, ma non solo:
- Marchesato di Fosdinovo (1367), appartenente alla omonima linea dei Malaspina dello Spino fiorito, vicari imperiali in Italia; si estendeva su Gragnola, Castel dell'Aquila, Viano, Cortila, Pulica, Giucano, Marciaso, Ponzanello, Posterla, Tendola, Carignano, Canepari, Paghezzana, Caprognano, Gignago fino a Caniparola;
- Marchesato di Mulazzo (1266), ai Malaspina dello Spino secco, si estendeva su Montereggio, Pozzo, Montarese, Castagnetoli (dal 1746); nel 1710 fu acquistato il marchesato di Madrignano, Calice al Cornoviglio e Veppo che venne governato dal ramo cadetto, consignore di Mulazzo, e poi ceduto alla Toscana nel 1772;
- Marchesato di Olivola (1525), ai Malaspina omonimi dello Spino fiorito, si estendeva su Bibola, Pallerone (dal 1572), Bigliolo, Agnino, Quercia, Sanacco e Vaccareccia;
- Marchesato di Ponte Bosio, agli omonimi Malaspina dello Spino secco, indipendenti dal 1631 ed estintisi nel 1794; aveva anche una quota del marchesato di Monti; fu ereditato dalla linea della Bastia;
- Marchesato della Bastia, ai Malaspina dello Spino secco, indipendenti dal 1535 ed estintisi nel 1783; si estendeva su Varano e una porzione di Monti; il feudo è ereditato dal ramo di Pontebosio;La Fontana di Cosimo III de' Medici in Piazza Medicea a Fivizzano.

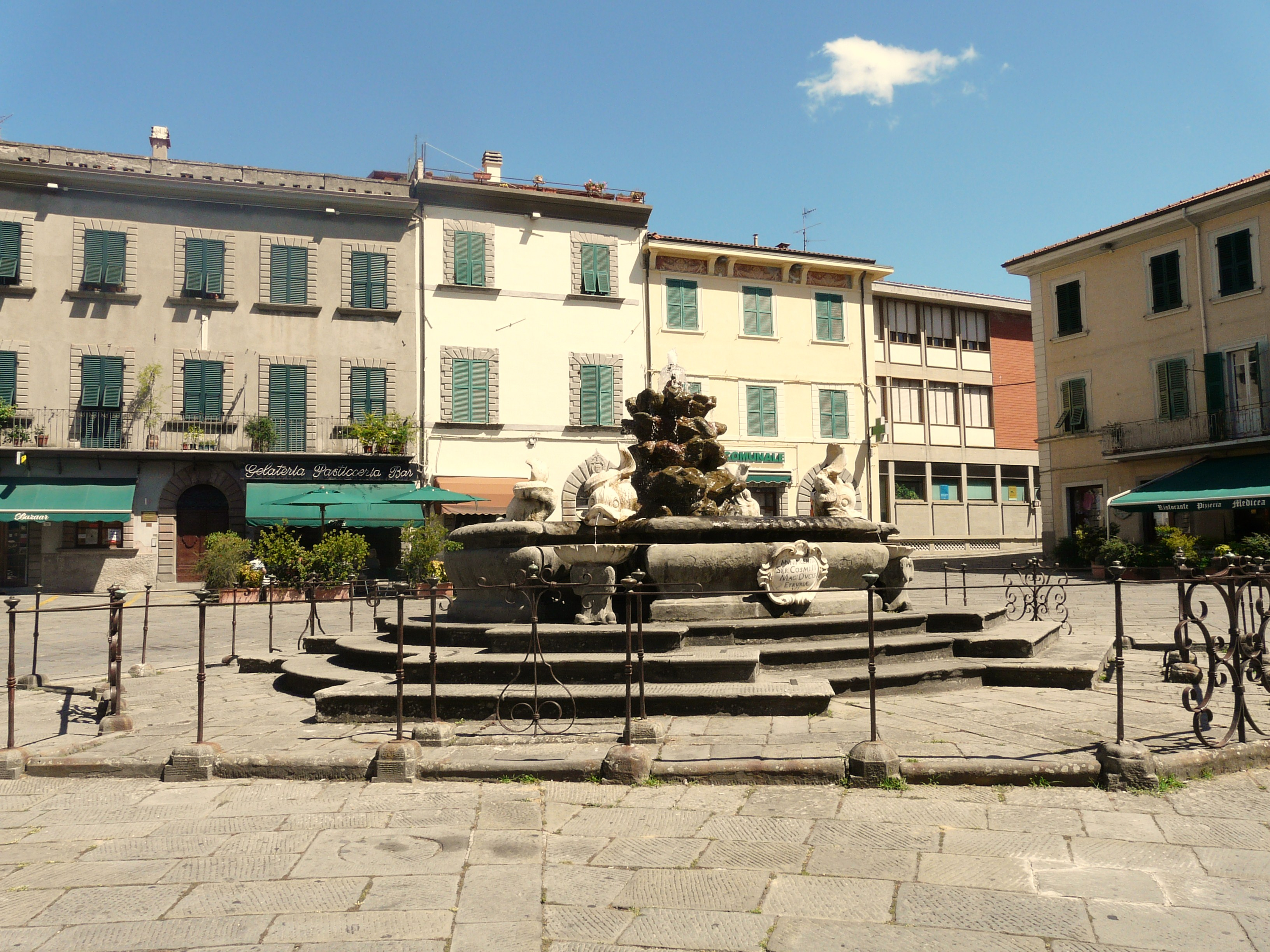
La Fontana di Cosimo III de' Medici in Piazza Medicea a Fivizzano.

- Marchesato di Podenzana, ai Malaspina omonimi dello Spino fiorito che nel 1710 acquistano anche il marchesato di Aulla per 30.000 fiorini dalla Camera dell'Impero; possiedono una quota di Monti, Amola e dal 1753 Campocontro ricevuto dai marchesi di Suvero;
- Marchesato di Villafranca, dei Malaspina omonimi dello Spino secco, che avevano la sovranità anche sulla Virgoletta, Garbugliaga (1521), Beverone, Villa, Rocchetta di Vara; fedeli alleati dei duchi di Modena, governavano in comune, ad anni alterni, con la linea cadetta di Castevoli il feudo di Villafranca (Castello di Malnido) fino all'estinzione della linea nel 1796;
- Marchesato di Suvero, linea autonoma (1535) appartenente ai Malaspina dello Spino secco; possedeva una porzione di Monti;
- Marchesato di Malgrate, appartenente con Oramala, Gragnana, Mocrone, Orturano, Filetto alla linea dei Malaspina dello Spino fiorito di Godiasco e Fortunago, autonoma dal 1531; gli appartenevano anche quote dei feudi di Piumesana, Pozzol Groppo e parte di Pregola, sotto la sovranità dei Savoia;
- Marchesato di Castevoli, ai Malaspina omonimi dello Spino secco, ramo cadetto di quello di Villafranca (1547), con Stadomelli e Cavanella; ereditò il marchesato di Villafranca nel 1796, essendosi estinta quella linea;
- Marchesato di Licciana Nardi, dei Malaspina dello Spino secco, distaccatisi da quelli di Villafranca nel 1535; si estendeva su Panicale, Piancastelli, Solano, Melesano, Fenile e una porzione di Monti, fino all'estinzione della famiglia nel 1794, quando il feudo è ceduto al ramo di Podenzana; dal 1704 era sotto l'accomandigia del granducato di Toscana;
- Marchesato di Tresana, ai principi Corsini, sudditi toscani che l'acquistarono nel 1659 dalla Spagna con quello di Giovagallo, Novegigola, Bola, Corneda, Riccò;
- Marchesato di Groppoli, ai marchesi Brignole-Sale dal 1603, sotto l'accomandigia toscana;
- Marchesato di Treschietto, si estendeva su Vico, Corlaga, Iera, Valle, Agnola, Finale, Lurgio, Palestro, Stazzone; appartenne dal 1698 alla Toscana, quando l'omonimo ramo dei Malaspina ne cedettero la sovranità;
- le altre terre, poste sotto la sovranità toscana, erano Pontremoli e Zeri (acquisite dal 1650), Bagnone, Castiglione del Terziere, Terrarossa, Barbarasco, Fivizzano, Albiano e Caprigliola, Caprio, Casola, Codiponte, Comano, Filattiera e dal 1772 Calice, Madrignano e Rocchetta (unite amministrativamente dal 1780 nel governatorato della Lunigiana).

### L'Ottocento

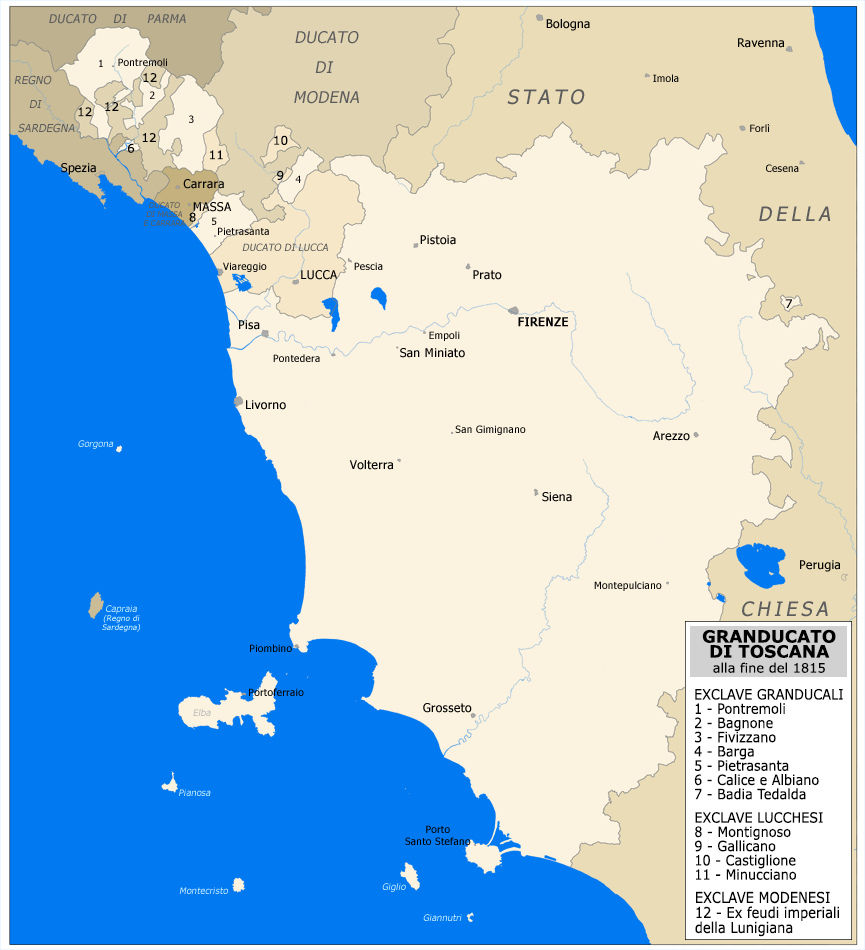
Il Granducato di Toscana alla fine del 1815, con il dettaglio della situazione in Lunigiana

La Valle nel corso del secolo fu oggetto di scambi territoriali tra il Granducato di Toscana e il Ducato di Parma e quello di Modena. Nel 1844 fu stipulato tra i sovrani dei tre rispettivi stati il trattato di Firenze, con il quale, in previsione della morte di Maria Luigia duchessa di Parma, si dovevano attuare alcune disposizioni e compensazioni territoriali stabilite al Congresso di Vienna nel 1815. Occorreva procedere a razionalizzare i possessi e a rettificarne i confini eliminando le exclavi in Lunigiana e Garfagnana. Quando nel 1847 la Toscana ricevette il ducato di Lucca dovette cedere al duca di Modena il vicariato di Fivizzano e le exclave lucchesi in Garfagnana, Lunigiana e sulla riviera apuana (Gallicano, Minucciano, Castiglione e Montignoso). In base a una sorta di triangolazione, il duca di Parma acquisì le exclave granducali di Pontremoli e Zeri in Lunigiana; il duca di Modena ricevette da Parma la cessione del ducato di Guastalla (con Luzzara e Reggiolo); e il granduca di Toscana ottenne da Modena la rinuncia, salvo minime rettifiche di confine, al diritto di reversione sui vicariati toscani di Barga e Pietrasanta, attribuito agli Austria-Este dall'art. 102 dell'Atto finale del Congresso di Vienna.
A Lucca si sollevarono proteste accusando il granduca di aver usato il ducato come scambio, ma presto la politica conciliante toscana acquietò gli animi. Più violente le reazioni delle popolazioni di Pontremoli e Zeri contro i Borboni di Parma a cui seguirono l'insurrezione di Fivizzano sedata con la forza dalle truppe estensi. Le pressioni dell'Austria, favorevole al trattato fecero attuare i cambiamenti territoriali che rimasero immutati solo fino al 1859 con l'unificazione al Regno d'Italia. Nel 1894 vi fu una violenta sollevazione popolare contro il governo di Francesco Crispi in solidarietà ai Fasci siciliani.

### L'età contemporanea
Durante la seconda guerra mondiale la Lunigiana era attraversata dalla Linea Gotica, la linea di demarcazione del fronte che separava i territori occupati dai nazifascisti da quelli già liberati dagli Alleati e divenne, proprio per la sua ubicazione uno dei più importanti terreni d'azione delle formazioni partigiane.
Fu teatro di numerosi scontri delle locali Brigate Partigiane con i reparti regolari della Wehrmacht, la Guardia Nazionale Repubblicana e le Brigate Nere. Oltre alle vittime delle operazioni militari la Lunigiana fu protagonista di quel periodo per quanto riguarda i fenomeni delle rappresaglie tedesche e fasciste nei confronti delle popolazioni civili. A tal proposito il territorio venne dilaniato da numerosi e terribili eccidi che colpirono appunto la popolazione civile.
A testimonianza dell'importanza e della capillare diffusione della Lotta di Liberazione in queste zone va ricordato che sia la Provincia della Spezia che quella di Massa-Carrara sono state decorate di Medaglia d'Oro al Valor Militare per la Resistenza.

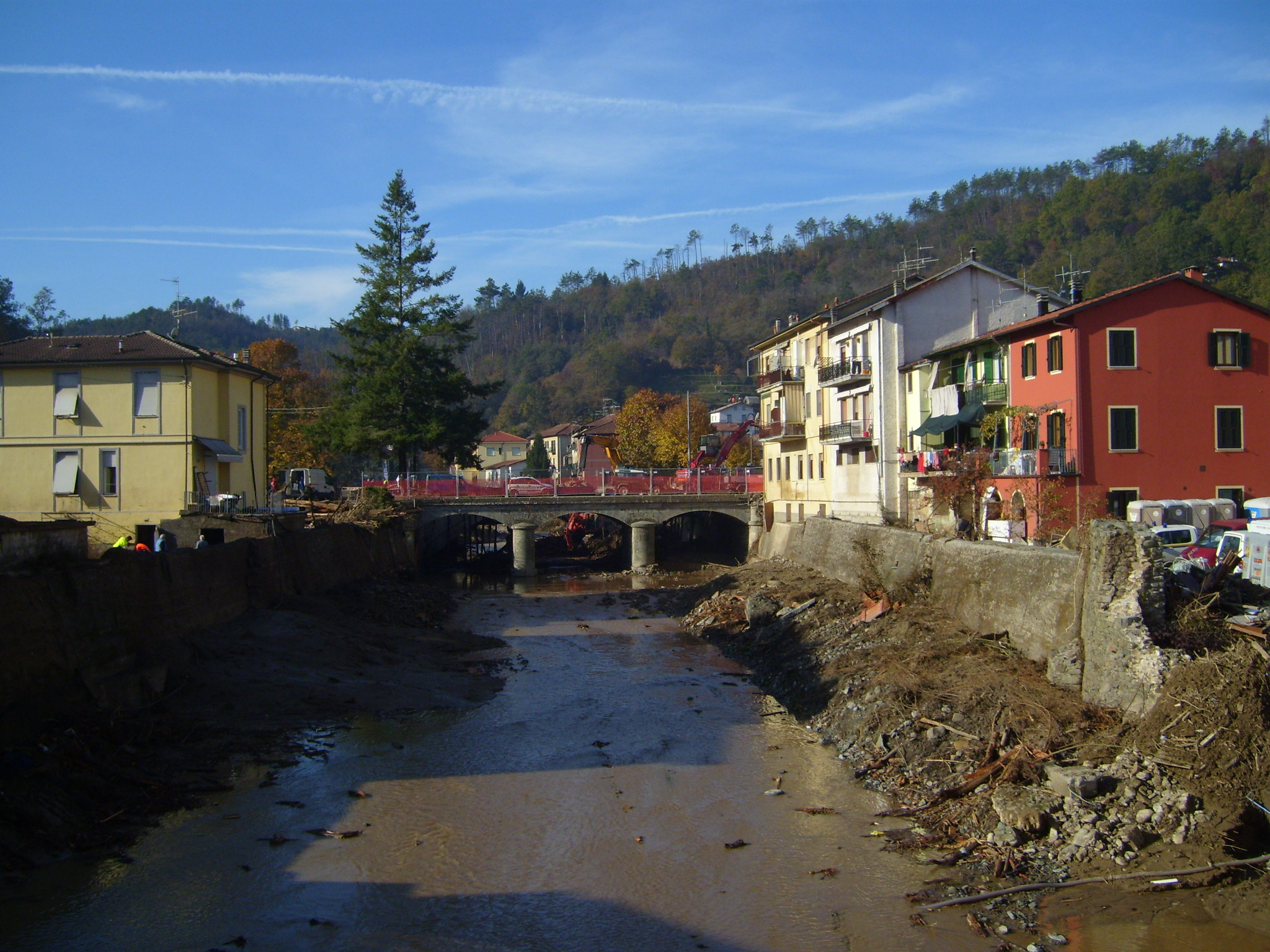
Danni provocati dall'alluvione a Borghetto di Vara

Il 25 ottobre 2011 una violenta perturbazione ha colpito il levante ligure (bassa e media val di Vara, val di Magra e Cinque Terre) e la Lunigiana causando l'alluvione dello Spezzino e della Lunigiana con esondazioni, danni, vittime e dispersi in diverse località del territorio ligure e toscano. Tra i comuni più colpiti c'è anche Aulla e frazioni dove le precipitazioni intense hanno provocato la morte di 2 persone (vittime ufficializzate dalla prefettura di Massa e Carrara) e molteplici danni alle abitazioni, alle attività commerciali, ai collegamenti stradali e agli impianti elettrici, idrici e gas.
Il 18 gennaio 2012, durante lavori di manutenziane, il metanodotto che attraversa il territorio comunale esplode in località Barbarasco, causando decine di feriti. Il 18 febbraio, uno degli operai coinvolti, George Dimitrov, muore in ospedale a causa delle gravi ustioni conseguite nell'incidente.
Il 21 giugno 2013, alle ore 12:30 circa, una scossa di magnitudo 5,2 della scala Richter, con epicentro a Fivizzano, colpisce duramente la Lunigiana Orientale provocando danni ingenti alle abitazioni e centinaia di sfollati. Purtroppo è solamente la prima scossa di uno sciame sismico con picchi di magnitudo 3 e 4.

### Lunigiana e Lunezia
Di recente si è sviluppata in ambito culturale e politico, sulla base di una ricostruita, presunta unitarietà storica del territorio lunigianese-apuano, la proposta di creare una nuova regione, denominata Lunezia, che dovrebbe ricomprendere al suo interno l'attuale provincia di Massa-Carrara, la provincia della Spezia, la gran parte o, secondo alcuni, tutta la provincia di Lucca, parte del parmense e di altre province emiliane. Tale proposta sarebbe quindi volta a distogliere il territorio lunigianese dalla sua attuale appartenenza politica alla Liguria e alla Toscana, creando una sorta di corridoio geografico unitario fra il Nord-Italia e il Mar Ligure, incentrato sull'asse viario costituito dall'autostrada della Cisa.
Coloro che si oppongono alla costituzione di questa nuova regione sottolineano che le radici di questa presunta unità territoriale si perderebbero in un tempo ormai molto remoto o sarebbero un artefatto storico; non vi sarebbe cioè alcuna continuità reale fra le popolazioni dei territori ricompresi nell'ipotetica regione Lunezia. In particolare, una buona parte della Provincia della Spezia, rappresentata dall'alta Val di Vara e in particolare dalla riviera con Levanto, le Cinque Terre e la stessa Portovenere, difficilmente potrebbe entrare a far parte della nuova regione a causa dei suoi inequivocabili caratteri liguri e dei profondi legami che negli ultimi secoli, sul piano storico, linguistico e culturale l'hanno legata a Genova più che al giovane capoluogo provinciale.
Chi è favorevole, invece, evoca i legami amministrativi, storici (basti ricordare i ducati di Parma e Piacenza e di Modena e Reggio che inglobavano una parte di queste terre), culturali ed economici tra territori posti sull'asse Brennero/Mar Ligure e la possibilità per la Lunigiana di entrare a far parte di un contesto amministrativo più attento alla propria collocazione geo-strategica.
A suffragio di questa seconda tesi vi è da segnalare il fatto che nel 1946 la commissione dei Settantacinque che redasse il progetto di Costituzione da sottoporre all'approvazione di tutti i "Padri Costituenti" in Assemblea costituente, inserì fra le regioni italiane anche la Regione Emiliana-Lunense (che oggi verrebbe rinominata Lunezia); essa avrebbe compreso al suo interno le attuali province di Massa Carrara, Parma, Piacenza (così da ricostituire il vecchio Ducato di Parma aggiungendovi Massa e Carrara e la Lunigiana estense) con l'aggiunta della Lunigiana del Genovesato, ossia la recente (a. 1923) provincia della Spezia. La creazione di tale regione fu però "temporaneamente sospesa" (bocciata de facto) e non vide mai la luce nella Costituzione Italiana, ma tale "sospensione" perdura ormai da quella data e sono in corso attualmente alcune iniziative giuridiche per far "riaprire il caso".

## Società

### Dialetto
Il dialetto parlato in Lunigiana presenta grandi assonanze con l'emiliano sotto il profilo dei suoni e della struttura del periodo, ma anche contaminazioni proprie del vernacolo toscano e del genovese.
Il dialetto lunigianese si distribuisce in tutta la valle del Magra, il cui territorio si estende per la maggior parte nella provincia di Massa e Carrara ma anche nella provincia della Spezia. Mano a mano che da Pontremoli ci si sposta verso Sarzana, si può notare come questo dialetto muti dall'emiliano al lunigianese medio e al ligure in prossimità della foce del Magra.
Infatti il dialetto di Lunigiana presenta notevoli differenze e sfumature a causa della particolarità del suo territorio, che si incastra tra le zone dialettali emiliane, liguri e toscane, seppur di queste ultime abbia subito minori influenze.

## Cultura

### Dante in Lunigiana
La Lunigiana è una regione ricca di referenze dantesche: gli Atti della Pace di Castelnuovo, custoditi in originale presso l'Archivio di Stato della Spezia, e il Canto VIII del Purgatorio.

Vi è poi l'Epistola di frate Ilaro del Monastero del Corvo di Ameglia a Uguccione della Faggiuola e la Leggenda dei primi sette canti dell'Inferno.

Nel 2003 è stato creato il Museo Casa di Dante in Lunigiana (già Museo dantesco lunigianese).